# Elwendia intermedia
Elwendia intermedia är en växtart i släktet Elwendia och familjen flockblommiga växter.
Arten förekommer i Kirgizistan, Tadzjikistan och Uzbekistan i Centralasien. Den beskrevs först av Jevgenij Korovin och fick sitt nu gällande namn av Michail Pimenov och Jevgenij Kljujkov.